# Anspachfontein

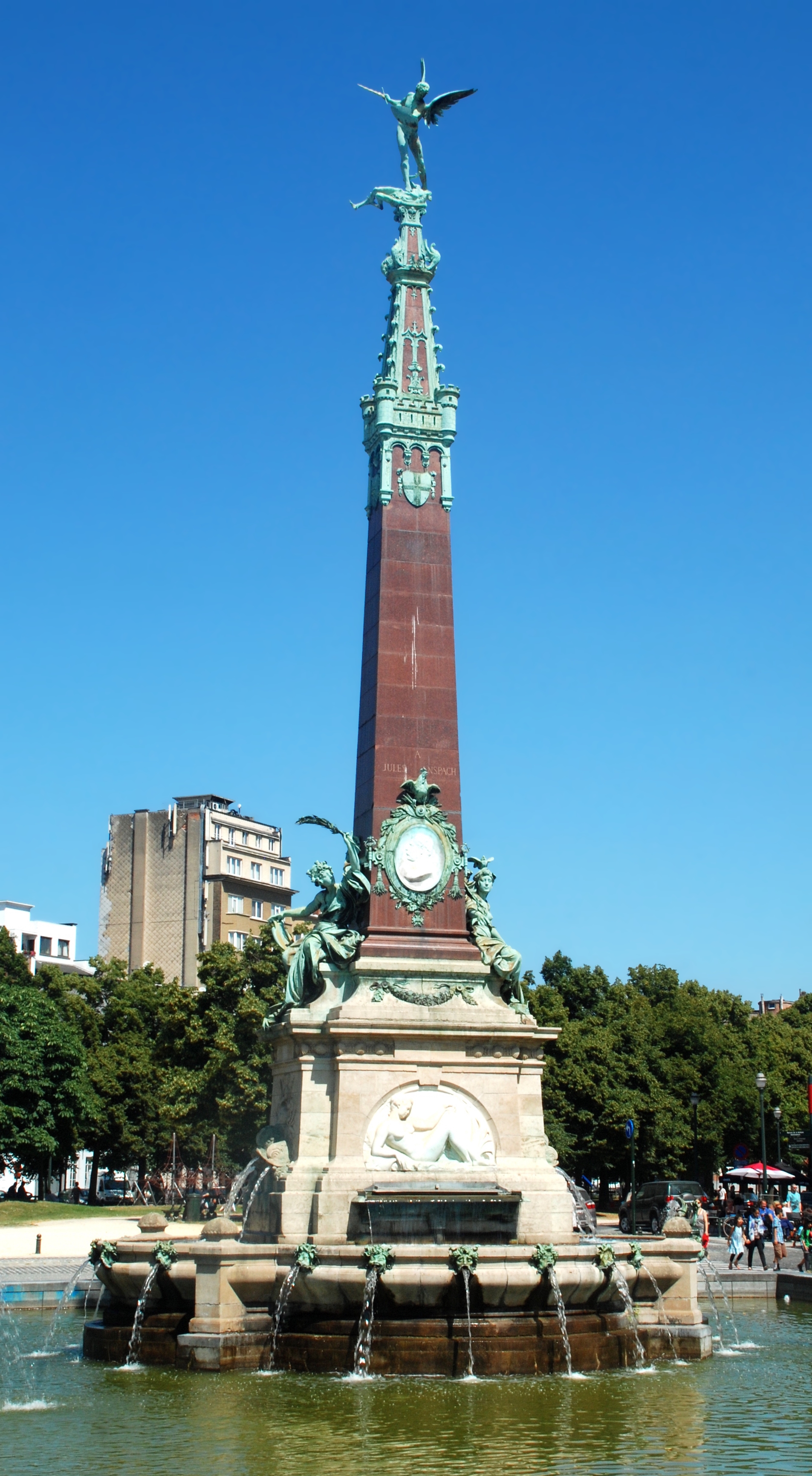
Anspachfontein

De Anspachfontein (Frans: Fontaine Anspach) is een fontein in de vorm van een obelisk in de Belgische stad Brussel. De fontein staat aan het noordelijk uiteinde van de Brandhoutkaai en Baksteenkaai, de twee kaaien waartussen de obelisk staat. In het westen begint de Varkensmarkt en in het noorden begint de Pantsertroepensquare.

## Geschiedenis
In 1897 werd de fontein onthuld op het De Brouckèreplein ter ere van de Brusselse burgemeester Jules Anspach, verantwoordelijk voor de overwelving van de Zenne. De fontein werd ontworpen door Emile Janlet, waarbij beeldhouwer Pierre Bracke de Sint-Michiel maakte. De twee bronzen beelden aan de voet van de obelisk zijn van Julien Dillens. De medaillon en de beeltenis in de sokkel zijn van beeldhouwer Paul De Vigne.
De fontein moest in 1973 wijken voor de aanleg van de metro. In 1981 kreeg ze een nieuwe plaats op de Pantsertroepensquare.

## Opbouw
De fontein bestaat uit een obelisk in roze graniet, daarboven een topstuk met vier wapenschilden, vier torentjes en verdere versiering die rond het roze graniet is aangebracht. De vier wapenschilden staan symbool voor de vier gilden van Brussel: kruisboogschutters, de haakbusschutters, boogschutters en de schermers. Op de top bevindt zich een sierlijke vergulde bronzen beeltenis van Sint-Michiel. De obelisk staat op een grijs natuurstenen sokkel met rond de voet van de obelisk versiering met aan de voorzijde een medaillon in wit marmer met de beeltenis van Jules Anspach, aan de zijkanten twee bronzen beelden die de Erkentelijke Stad en De Stadsmagistratuur symboliseren. De natuurstenen sokkel staat in het midden van een waterbassin. Dit bassin staat op diens beurt in een groter waterbassin. In de nis op de sokkel bevindt zich een beeldhouwwerk dat de overwelving van de Zenne uitbeeldt.